# 3522 Becker
3522 Becker este un asteroid din centura principală, descoperit pe 21 septembrie 1941 de Yrjö Väisälä.